# Joseph B. Ely

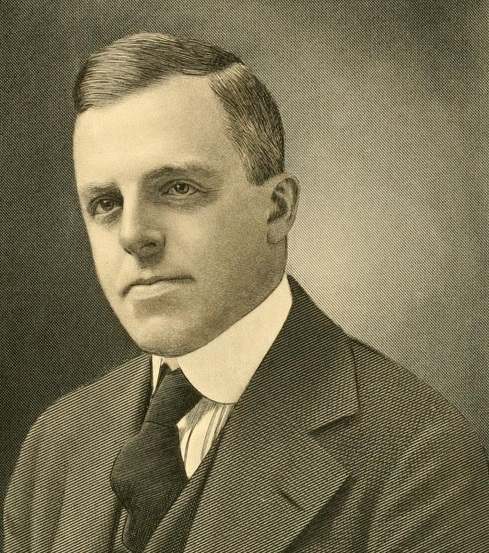
Joseph B. Ely

Joseph Buell Ely (* 22. Februar 1881 in Westfield, Hampden County, Massachusetts; † 13. Juni 1956) war ein US-amerikanischer Politiker und von 1931 bis 1935 Gouverneur des Bundesstaates Massachusetts.

## Frühe Jahre und politischer Aufstieg
Joseph Ely besuchte bis 1902 das Williams College und studierte anschließend bis 1905 an der Harvard University Jura. Danach arbeitete er als Rechtsanwalt mit seinem Vater in der Kanzlei Ely & Ely in Westfield. Im Jahr 1926 wurde Joseph Ely auch in Boston als Rechtsanwalt tätig. Zwischen 1915 und 1920 war er Bundesstaatsanwalt für den westlichen Bezirk von Massachusetts. Als Mitglied der Demokraten war er Delegierter auf deren Bundesparteitagen der Jahre 1924 und 1928. Im Jahr 1930 wurde er gegen Amtsinhaber Frank G. Allen zum neuen Gouverneur seines Staates gewählt.

## Gouverneur von Massachusetts
Joseph Ely trat sein neues Amt am 8. Januar 1931 an und konnte es nach einigen Wiederwahlen bis zum 3. Januar 1935 ausüben. Diese Jahre waren von den Folgen der Weltwirtschaftskrise geprägt. Zur Bekämpfung der Arbeitslosigkeit legte der Gouverneur ein Beschäftigungsprogramm auf. Dazu gehörte unter anderem der Ausbau des Straßensystems. In Boston wurde eine Polizeiakademie gegründet, um die Beamten besser auf ihre Arbeit vorzubereiten. Gouverneur Ely trat für eine Lohnkürzung im öffentlichen Dienst ein. Dabei stieß er aber auf den Widerstand der Legislative. Im Jahr 1934 verzichtete Ely auf eine weitere Kandidatur.

## Weiterer Lebenslauf
Auch nach dem Ende seiner Gouverneurszeit blieb Ely politisch aktiv. Innerhalb seiner Partei war er ein Gegner von Präsident Franklin D. Roosevelt. Im Jahr 1936 unterstützte er in den Präsidentschaftsvorwahlen andere demokratische Kandidaten; als Roosevelt die Nominierung dennoch gewonnen hatte, setzte er sich bei der Präsidentschaftswahl für dessen republikanischen Gegenkandidaten Alf Landon ein. Im Jahr 1944 bewarb er sich in den Vorwahlen seiner Partei selbst um die Nominierung zum Präsidentschaftskandidaten. Dabei war er aber gegen Roosevelt chancenlos, der in diesem Jahr zum vierten und letzten Mal zum Präsidenten gewählt wurde. Joseph Ely verstarb im Jahr 1956. Mit seiner Frau Harriet Dyson hatte er ein Kind.